# 단천청년역
단천청년역(端川靑年驛)은 조선민주주의인민공화국 함경남도 단천시에 위치한 평라선과 허천선의 철도역이다. 단천청년역에서 허천군(舊 풍산군) 신흥로동자구에 위치한 홍군역까지 연결되는 허천선이 평라선과 분기된다. 단천항, 단천공업지구와 인접해 있어 원자재와 완제품을 수송하는 화물 기능을 담당하고 있으며, 평라선의 중간 기착지로서 여객 기능도 큰 비중을 차지하고 있다. 2006년 9월, 본 역에 김일성·김정일 부자(父子)의 혁명사적표식비가 건립되었다.